# Sportler des Jahres 1960 (Deutschland)
Die besten deutschen Sportler des Jahres 1960 wurden im Dezember im Kurhaus Baden-Baden ausgezeichnet. Veranstaltet wurde die Wahl zum 14. Mal von der Internationalen Sport-Korrespondenz (ISK). An der Wahl beteiligten sich 514 deutsche Sportjournalisten (sowohl aus der Bundesrepublik als auch aus der DDR), die den nordischen Skisportler Georg Thoma auf den ersten Platz wählten. Thoma erhielt dabei 4440 Punkte und wurde von 310 Journalisten an erster Stelle genannt. Beste Frau in der Rangliste war auf der fünften Position die Wasserspringerin Ingrid Krämer, die somit als Sportlerin des Jahres ausgezeichnet wurde. Als Mannschaft des Jahres wurde wie bereits im Vorjahr der Deutschland-Achter geehrt.

## Einzelsportler
|     | Sportler/Sportlerin | Sportart              | Punkte | Erfolge 1960                                                          |
| --- | ------------------- | --------------------- | ------ | --------------------------------------------------------------------- |
| 1.  | Georg Thoma         | Nordische Kombination | 4440   | Olympische Goldmedaille in der Nordischen Kombination                 |
| 2.  | Armin Hary          | Leichtathletik        | 2591   | Olympische Goldmedaille im 100-Meter-Lauf                             |
| 3.  | Wilfried Dietrich   | Ringen                | 2349   | Olympische Goldmedaille im Schwergewicht                              |
| 3.  | Carl Kaufmann       | Leichtathletik        | 2349   | Olympische Silbermedaille im 400-Meter-Lauf                           |
| 5.  | Ingrid Krämer       | Wasserspringen        | 2248   | zwei olympische Goldmedaillen im Kunst- und Turmspringen              |
| 6.  | Heidi Schmid        | Fechten               | 1865   | Olympische Goldmedaille im Florett                                    |
| 7.  | Uwe Seeler          | Fußball               | 1749   | Deutscher Meister mit dem Hamburger SV, Torschützenkönig der Endrunde |
| 8.  | Jutta Heine         | Leichtathletik        | 1145   | Olympische Silbermedaille im 200-Meter-Lauf                           |
| 9.  | Heidi Biebl         | Ski Alpin             | 1115   | Olympische Goldmedaille in der Abfahrt                                |
| 10. | Helmut Recknagel    | Skispringen           | 0871   | Olympische Goldmedaille im Springen von der Normalschanze             |

## Mannschaften
|     | Mannschaft                                    | Sportart       | Punkte | Erfolge 1960                              |
| --- | --------------------------------------------- | -------------- | ------ | ----------------------------------------- |
| 1.  | Deutschland-Achter                            | Rudern         | 1234   | Olympische Goldmedaille                   |
| 2.  | 4-mal-100-Meter-Staffel der Männer            | Leichtathletik | 0460   | Olympische Goldmedaille                   |
| 3.  | Springreiter-Equipe                           | Springreiten   | 0435   | Olympische Goldmedaille                   |
| 4.  | Eintracht Frankfurt                           | Fußball        | 0298   | Finalist im Europapokal der Landesmeister |
| 5.  | 4-mal-500-Meter-Kajak-Staffel                 | Kanusport      | 0220   | Olympische Goldmedaille                   |
| 6.  | 4-mal-400-Meter-Staffel der Männer            | Leichtathletik | 0149   | Olympische Silbermedaille                 |
| 7.  | Hamburger SV                                  | Fußball        | 071    | Deutscher Meister                         |
| 8.  | 4-mal-100-Meter-Staffel der Frauen            | Leichtathletik | 053    | Olympische Silbermedaille                 |
| 9.  | TSV Ansbach                                   | Feldhandball   | 041    | Deutscher Meister                         |
| 10. | Vierer mit Steuermann der Germania Düsseldorf | Rudern         | 041    | Olympische Goldmedaille                   |